# ジミーのマウンテン・ジャンボリー
『ジミーのマウンテン・ジャンボリー』(Mountain Jamboree) は、ジミー時田とマウンテン・プレイボーイズのアルバム。
本作は、時田がブルーグラスに取り組んだアルバムである。

## 収録曲
Side 1
1. ユー・オール・カム - You All Come
2. ケンタッキーの青い月 - Blue Moon Of Kentucky
3. マウンテン・デュー - Mountain Dew
4. 新聞売りのジミー少年 - Jimmie Brown, The Newsboy
5. ワバッシュ・キャノンボール - Wabash Cannonball

Side 2
1. 砂に書いたラヴ・レター - Love Letters In The Sand
2. ケンタッキー・ワルツ - Kentucky Waltz
3. オレンジ・ブロッサム・スペシャル - Orange Blossom Special
4. グッド・ウーマンズ・ラヴ - Good Woman's Love
5. エンジェル・バンド - Angel Band

## パーソネル
ジミー時田とマウンテン・プレイボーイズ
- ジミー時田 (ヴォーカル、ギター)
- 碇矢長一 (ベース)
- 松平直久 (スチール・ギター)
- 名倉あきら (バンジョー)
- 吉田一男 (ヴォーカル、ギター)
- 宮城久弥 (フィドル)